# Twelve-Apostles-Meeresnationalpark
Der Twelve-Apostles-Meeresnationalpark (englisch offiziell Twelve Apostles Marine National Park) ist ein Meeresnationalpark im australischen Bundesstaat Victoria. Es liegt vor der Südküste Australiens und wurde 2002 als Schutzgebiet ausgewiesen. Das 75,11 km² große Gebiet, das sich 17 Kilometer an der Küste entlang erstreckt, grenzt an der Landseite an den Port-Campbell-Nationalpark. Die Region ist vor allem für die Felsformation Twelve Apostles bekannt, die zu den meistfotografierten Touristenattraktion Australiens zählen. 
Neben den Felsnadeln schützt der Park unter Wasser ein Meeresgebiet, das aus Felsbrücken, tiefen Einschnitten und Spalten, Rinnen und steil abfallenden Riffen besteht. Es gibt Kelpwälder und Schwämme.
In dem Meeresschutzgebiet leben Seevögel, Robben, Seekrebse, Rifffische und Asselspinnen. In dem Schutzgebiet befindet sich die größte Diversität von wirbellosen Wassertieren auf aus Kalksteinriffen  in Victoria. Auch Wale können in dem Seegebiet beobachtet werden.
Der Meeresnationalpark und das Land an der Küste waren der Lebensraum von Aborigines. Westlich des Gellibrand Rivers lebten die Kirrae Whurrong und östlich die Gadubanud.